# راشد الرهيب
راشد الرهيب (مواليد 2 مارس 1984 في جدة، السعودية-)، هو لاعب كرة قدم سعودي.

## مسيرة اللاعب
لعب سابقاً لأندية الإتحاد والإتفاق و هجر والخليج و جدة و العين و أحد و الطائي و البكيرية و الجبيل.